# 갈릴레아 몬티호
갈릴레아 몬티호(Galilea Montijo, 1973년 6월 5일 ~ )는 멕시코의 배우, 코미디언, 모델, 텔레비전 사회자이다.